# Evelyn Gressmann
Evelyn Gressmann (* 1. Dezember 1938 in Berlin; † 28. Dezember 2018 ebenda) war eine deutsche Schauspielerin, Synchronsprecherin und Hörspielsprecherin.

## Leben und Wirken
Nach der Schule erlernte sie das Grafikerhandwerk und absolvierte eine kaufmännische Lehre. Daneben arbeitete sie als Fotomodell. Nach Schauspielunterricht gab sie in Berlin ihr Debüt in dem Musical Lady aus Paris.
Nachdem sie 1972 als Ensemblemitglied des Renaissance-Theaters den jährlichen Kunstpreis der Berliner Akademie der Künste in der Sparte Darstellende Kunst erhalten hatte, machte sie sich in den Folgejahren vor allem durch Rollen an den Boulevardtheatern der Stadt einen Namen.
Bundesweit bekannt wurde sie durch die Fernsehserie Drei Damen vom Grill, in der sie die Sauna-Besitzerin Edeltraut Krüger spielte.

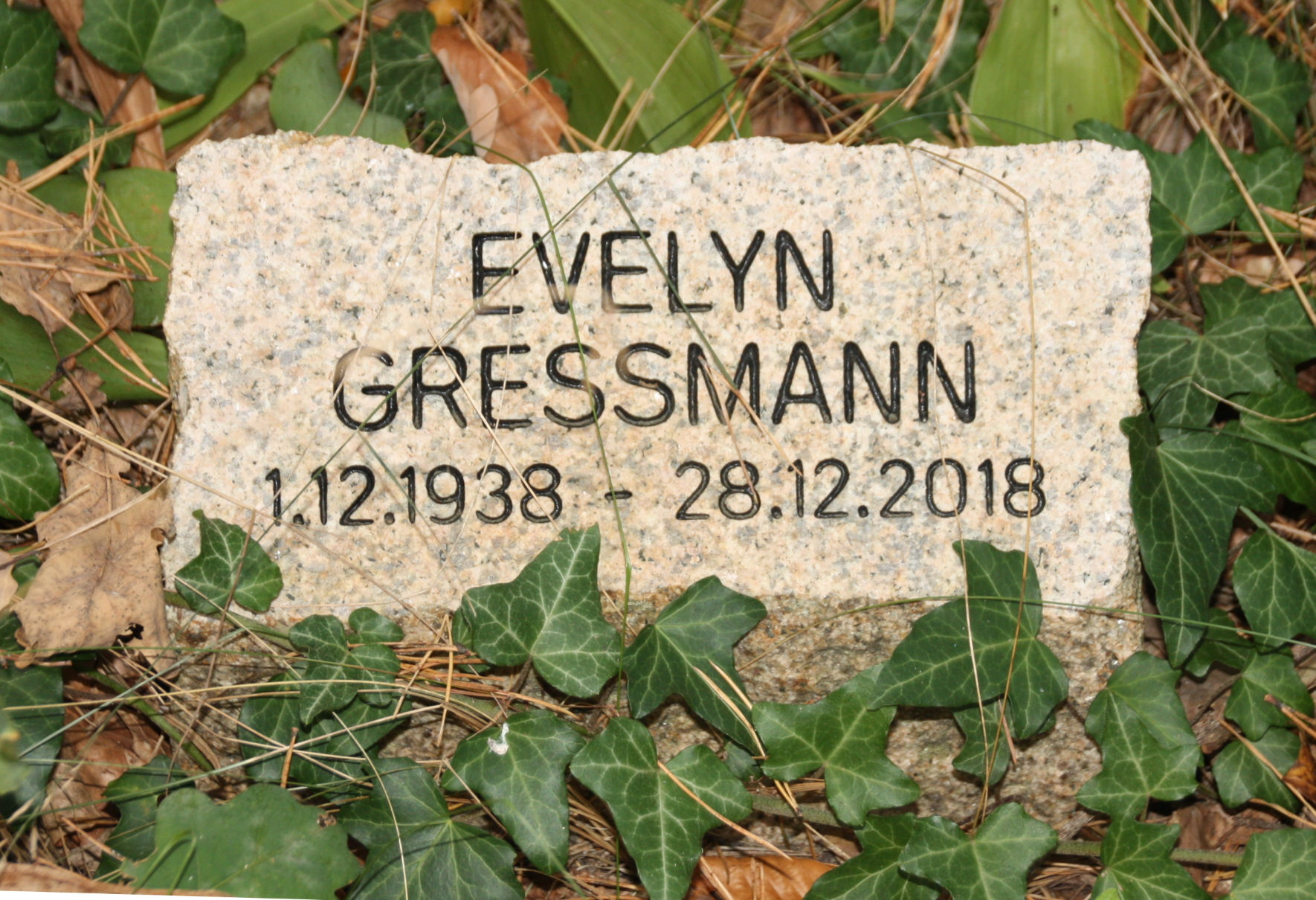
Grabstein auf dem Südwestkirchhof Stahnsdorf

Seit den 1960er Jahren war sie auch als Synchronsprecherin tätig. Sie lieh ihre Stimme u. a. Marie Versini in Winnetou und sein Freund Old Firehand, Jean Simmons (Ein amerikanischer Quilt), Bette Davis (Die Braut kam per Nachnahme), Sally Kirkland (Abenteuerliche Erbschaft) und Susan Saint James (Der Gnadenlose). Von 2009 bis 2018 war sie die Synchronstimme von Linda Hunt ("Navy CIS: L.A.").
Die Trauerfeier für Evelyn Gressmann mit anschließender Beisetzung der Urne fand am 8. Februar 2019 auf dem Südwestkirchhof in Stahnsdorf statt.

## Filmografie

### Schauspielerin
| - 1960: Sie schreiben mit (TV-Serie) - 1965–1966: Unser Pauker (TV-Serie, mehrere Folgen) - 1966: Onkel Filser – Allerneueste Lausbubengeschichten - 1966: Gewagtes Spiel (TV-Serie) – Kleine Fische - 1966: Großer Ring mit Außenschleife - 1967: Wenn Ludwig ins Manöver zieht - 1967: Till, der Junge von nebenan (TV-Serie) - 1968: Das Kriminalmuseum (TV-Serie) – Die Reifenspur - 1968: Das Ferienschiff (TV-Serie) - 1967–1968: Die Witzakademie (TV-Serie) - 1969: Stewardessen (TV-Serie) - 1969: Junger Herr auf altem Hof (TV-Serie) - 1969: Charley’s Onkel - 1970: Luftsprünge (TV-Serie) - 1970: Die lieben Kinder (TV) - 1970: Was ist denn bloß mit Willi los? - 1971: Drüben bei Lehmanns (Folge 18: Die Boutique) - 1971: Bedenkzeit (TV) - 1973: Algebra um acht (TV-Serie) - 1975: Im Werk notiert (TV-Serie) - 1976: Unter einem Dach (TV-Serie, Folge Falschgeld) - 1977–1991: Drei Damen vom Grill (TV-Serie) - 1978: Kommissariat 9 – Konjunkturbelebung (TV-Serie) | - 1978: Café Wernicke (TV-Serie) - 1981: Sextett (TV) - 1982: Es muß ja nicht der erste sein (TV) - 1983: Das Traumschiff: Amazonas (TV-Reihe) - 1984: Lach mal wieder (TV-Serie) - 1984: Berliner Weiße mit Schuß (TV-Serie) - 1986: Bankgeheimnisse (TV) - 1985: Die Nervensäge – Wiedersehen mit Evelyn (TV-Serie) - 1986: Die Nervensäge – Der Untermieter - 1986: Didi auf vollen Touren - 1986: Die Schwarzwaldklinik – Hochzeitstag (TV-Serie) - 1986: Love Jogging (TV) - 1986–1990: Ein Heim für Tiere (Fernsehserie, 4 Folgen) - 1988: Romeo mit grauen Schläfen (TV) - 1992: Tücken des Alltags (TV-Serie) - 1992: Glückliche Reise – Bali (TV-Reihe) - 1993: Auto Fritze (TV-Serie) - 1993–1995: Sylter Geschichten (TV-Serie) - 1994: Das Traumschiff – Dubai (TV-Serie) - 1995: Der Mond scheint auch für Untermieter (TV-Serie) - 2001: Zebralla – Der Vertrag (TV-Serie) |

### Synchronsprecherin
Catherine Deneuve
- 1967: Belle de Jour – Schöne des Tages als Séverine
- 1968: Benjamin – Aus dem Tagebuch einer männlichen Jungfrau als Anne de Coigny
- 1969: Ein Frosch in Manhattan als Catherine
- 1981: Wahl der Waffen als Nicole

#### Filme
- 1974: Für Maria Rohm in Ein Unbekannter rechnet ab als Elsa Martino
- 1977: Für Bette Davis in Die Braut kam per Nachnahme als Joan Winfield
- 1967: Für Jacqueline Bisset in Die Wilden Jahre als Vicki Cartwright
- 1975: Für Adriana Asti in Der dritte Grad als Freundin
- 1980: Für Aretha Franklin in Blues Brothers als Mrs. Murphy
- 1982: Für Claude Jade in Teheran 43 als Françoise
- 1985: Für Jiřina Bohdalová in Der Zauberrabe Rumburak als Tante Eugenie Trojan
- 1992: Für Cora Witherspoon in Wenn der Vater mit dem Sohne... als Nesta Pett
- 2005: Für Doris Belack in Couchgeflüster als Blanch
- 2014: Für Jo Helton in Dumm und Dümmehr als Mrs. Snergle

#### Serien
- 1960: Für Myrna Fahey in Bonanza als Dolly Kincaid
- 1977: Für Sally Kirkland in Kojak – Einsatz in Manhattan als Clara
- 2010–2018[4]: Für Linda Hunt in Navy CIS: L.A. als Henrietta 'Hetty' Lange
- 2012: Für Doris Roberts in Desperate Housewives als Doris Hammond